# Atalaya (genre)
Pour les articles homonymes, voir Atalaya.
Genre
Classification APG III (2009)
Atalaya est un genre de 14 espèces d'arbres et d'arbustes généralement dioïques de la famille des Sapindaceae. Ils sont originaires d'Australie pour huit d'entre eux mais aussi de Nouvelle-Guinée, d'Indonésie et d'Afrique.

## Liste d'espèces

### Selon NCBI
Selon NCBI (17 juil. 2010) :
- Atalaya alata
- Atalaya angustifolia
- Atalaya capensis
- Atalaya salicifolia

### Selon newcrops
Selon newcrops.uq.edu.au
- Atalaya angustifolia
- Atalaya australiana
- Atalaya australis
- Atalaya calcicola
- Atalaya collina
- Atalaya coriacea
- Atalaya hemiglauca
- Atalaya multiflora
- Atalaya oligoclada
- Atalaya rigida
- Atalaya salicifolia
- Atalaya sericopetala
- Atalaya variifolia
- Atalaya virens